# Diecezja Funing
Diecezja Funing, diecezja Xiapu, diecezja Mingdong (łac. Dioecesis Funimensis chiń. 天主教福宁教区) – rzymskokatolicka diecezja ze stolicą w Xiapu w prefekturze miejskiej Ningde, w prowincji Fujian, w Chińskiej Republice Ludowej. Biskupstwo jest sufraganią archidiecezji Fuzhou.

## Historia
27 grudnia 1923 papież Pius XI brewe Ad maiorem erygował wikariat apostolski Funing. Dotychczas wierni z tych terenów należeli do wikariatu apostolskiego Północnego Fujianu (obecnie archidiecezja Fuzhou).
W wyniku reorganizacji chińskich struktur kościelnych dokonanej przez papieża Piusa XII 11 kwietnia 1946 wikariat apostolski Funing podniesiono do godności diecezji.
Z 1948 pochodzą ostatnie pełne, oficjalne kościelne statystyki. Diecezja Funing liczyła wtedy:
- 26 783 wiernych (2,7% społeczeństwa)
- 32 księży (17 diecezjalnych i 15 zakonnych)
- 25 sióstr zakonnych.

Od zwycięstwa komunistów w chińskiej wojnie domowej w 1949 diecezja, podobnie jak cały prześladowany Kościół katolicki w Chinach, nie może normalnie działać. Patriotyczne Stowarzyszenie Katolików Chińskich zmieniło nazwę diecezji na  diecezja Mingdong.
Wyświęcony w 1984 biskup Funing James Xie Shiguang spędził łącznie 28 lat w więzieniu. W późniejszych latach władze utrudniały mu posługę. W 1986 w opozycji do niego mianowano koncesjonowanego przez komunistów antybiskupa. W październiku 1999, urzędnicy państwowi zaprosili 82-letniego biskupa "na rozmowę", w czasie której został aresztowany. W późniejszych latach przebywał pod nadzorem. Szykany wobec księdza, a następnie biskupa Xie Shiguanga wynikały z jego kategorycznej odmowy wstąpienia do Patriotycznego Stowarzyszenia Katolików Chińskich. Bp Xie Shiguang zmarł w 2005, 20 dni po mianowanym przez władze antybiskupie. Policja nie zezwoliła nikomu spoza prowincji na udział w pogrzebie. Komunistyczne służby były obecne przy pochówku zmarłego oraz cenzurowały wpisy o biskupie w Internecie.
Nowym podziemnym biskupem został wieloletni współpracownik i koadiutor bp Xie Shiguang bp Vincent Huang Shoucheng - sam wielokrotnie aresztowany. W 2006 władze mianowały kolejnego antybiskupa.
5 października biskup Vincent Huang Shoucheng ustąpił z własnej woli, aby stanowisko mógł objąć Vincent Zhan Silu, wcześniejszy biskup Funing Kościoła „patriotycznego” (wiernemu komunistom).
Obecnie (2010) na 80 000 katolików w diecezji 70 000 należy do Kościoła "podziemnego" (wiernego papieżowi) (inne źródło podaje 70 000 wiernych, z czego 97% w Kościele "podziemnym" i 3% w "oficjalnym"). Kościół wierny papieżowi jest dobrze zorganizowaną i żywą wspólnotą. W diecezji służy 50 księży, 96 sióstr i 400 świeckich katechetów. W diecezji oficjalnej (koncesjonowanej przez chiński reżim) służy 7 - 8 księży.

## Ordynariusze

### Wikariusz apostolski
- Theodore Labrador Fraile OP[6] (1926 - 1946)

### Biskupi
- Theodore Labrador Fraile OP (1946–1980 de facto do 1952) jednocześnie arcybiskup Fuzhou
  - Thomas Niu Huiqing (1948–1973) administrator apostolski; biskup Yanggu
- James Xie Shiguang (1984–2005)
- Vincent Huang Shoucheng (2005–2016) jednocześnie od 2006 administrator apostolski archidiecezji Fuzhou
- Vincent Guo Xijin (2016–2020)
- Vincent Zhan Silu (od 2020), wcześniej antybiskup

### Antybiskupi
Ordynariusze mianowani przez Patriotyczne Stowarzyszenie Katolików Chińskich nieposiadający mandatu papieskiego:
- Peter Zhang Shizhi (1986–2005)
- Vincent Zhan Silu (2006–2020), w 2018 uznany przez Watykan.